# Homola barbata
Homola barbata (Fabricius, 1793) è un crostaceo decapode appartenente alla famiglia Homolidae.

## Distribuzione e habitat
Ha un areale abbastanza ampio, infatti è presente sia in gran parte dell'oceano Atlantico che nel Mar Mediterraneo, precisamente da Madeira, Azzorre, Spagna, Marocco, Costa d'Avorio, Mauritania, Sudafrica, Angola, São Tomé, Israele, Grecia. 
È una specie abbastanza comune che predilige i fondali fangosi o sabbiosi dove si può mimetizzare facilmente. Solitamente viene trovata tra i 50 e i 100 m di profondità.

## Descrizione
È una specie solitamente di piccole dimensioni, e la lunghezza media del carapace si aggira intorno ai 2,5 cm, quella massima sui 4-5. Le chele sono piuttosto sottili e allungate, come tutti gli arti, abbastanza lunghi, che possono arrivare a 10 cm. Può somigliare ai granchi del genere Ethusa.
Il cefalotorace, leggermente più lungo che largo, è ricoperto da una fitta peluria prevalentemente marrone, a volte grigia, rossastra o tendente all'arancione. La peluria è presente anche sulle zampe, mentre la zona tra gli occhi, la fronte, è spinosa.

## Acquariofilia
A volte può essere trovata negli acquari, ma non si tratta di una specie molto comune.